# 臺中市立法委員選舉區

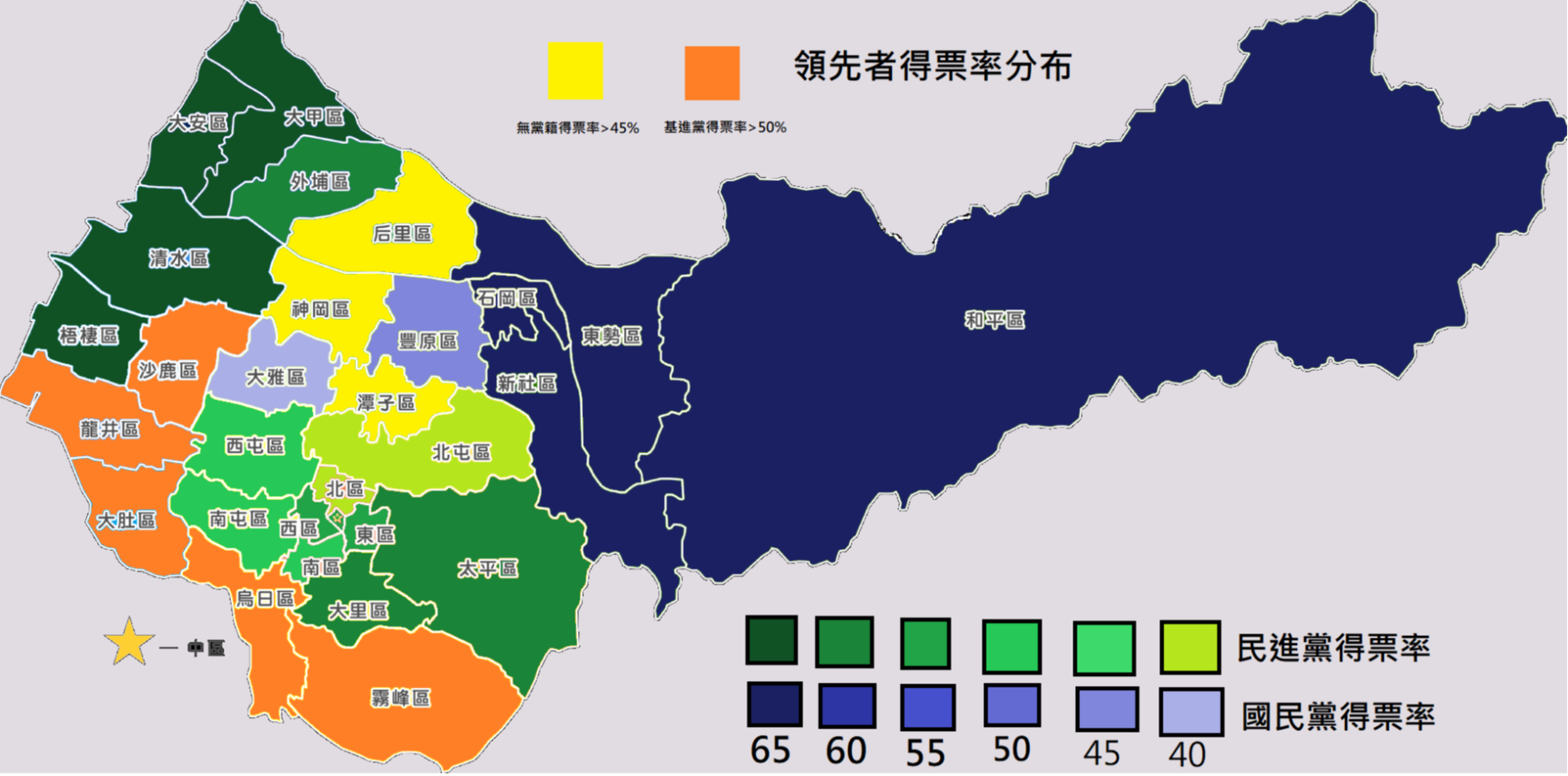
2020台中市立委各區得票率

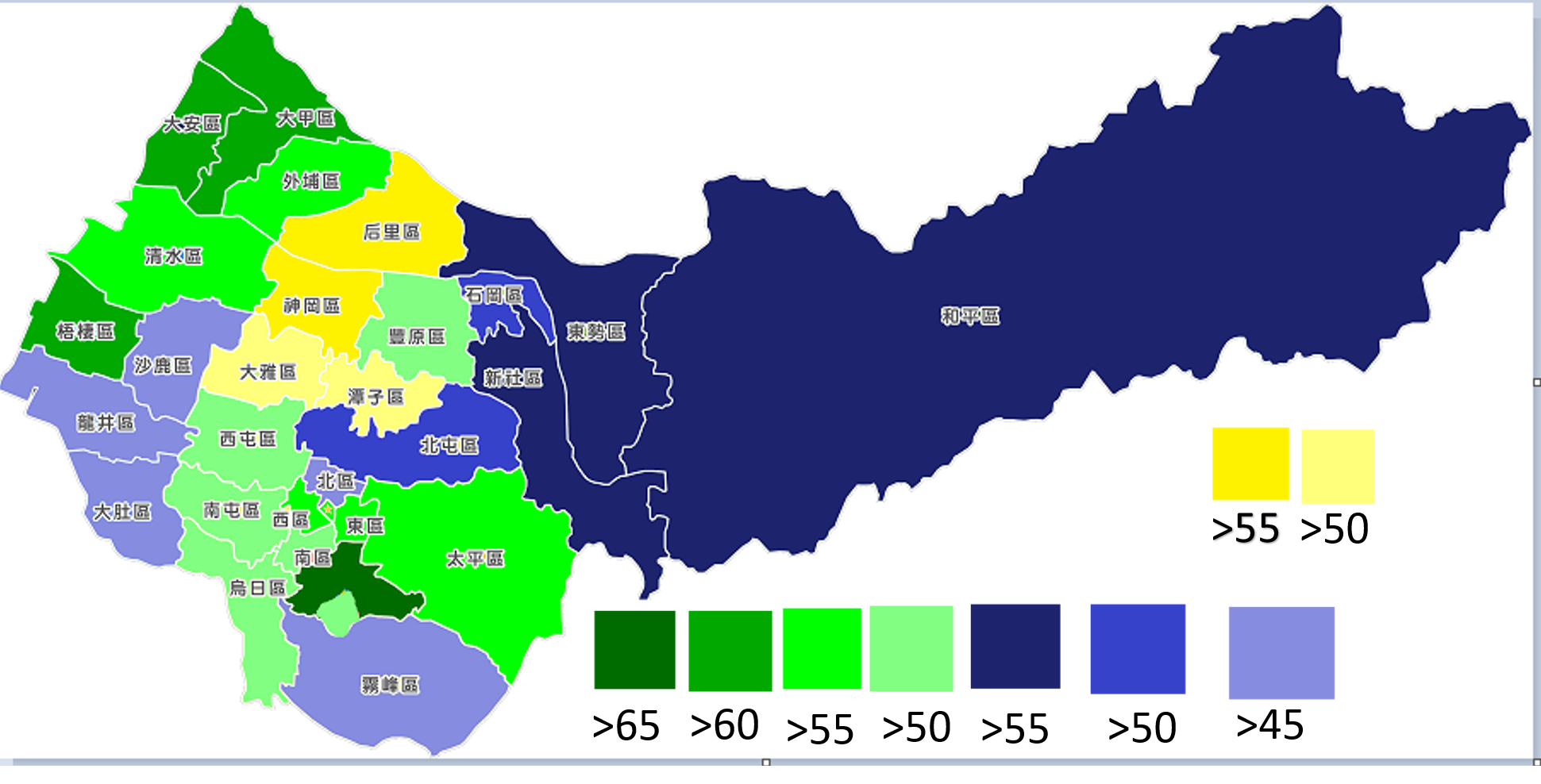
2016台中市立委選舉各市區得票率

臺中市立法委員選舉區是中華民國區域立法委員在臺中市的選舉區，於臺中縣市合併升格為直轄市後由繼承自原臺中市、臺中縣之立法委員選舉區構成。
臺中市選舉區、臺中縣選舉區原為於1989年立法委員選舉設置的複數選舉區，範圍分別包含原臺中市、臺中縣全境。自2005年修憲後採用單一選區兩票制，原臺中市共選3席、臺中縣共選5席，總共選出8席立法委員，於中華民國第七屆立法委員選舉起實施。

## 現行選區範圍

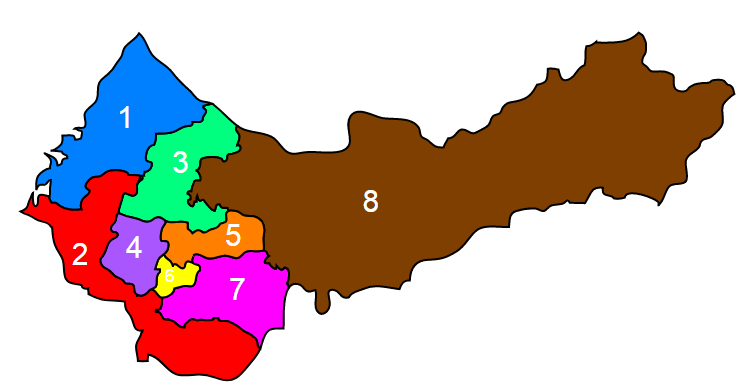
臺中市立法委員選舉區地圖

依據中央選舉委員會的10年1次的檢討，臺中市的立法委員選區於2020年的第十屆立法委員選舉調整成如下：
- 臺中市第一選舉區：大甲區、大安區、外埔區、清水區、梧棲區
- 臺中市第二選舉區：沙鹿區、龍井區、大肚區、烏日區、霧峰區
- 臺中市第三選舉區：后里區、神岡區、大雅區、潭子區
- 臺中市第四選舉區：西屯區、南屯區
- 臺中市第五選舉區：北屯區、北區
- 臺中市第六選舉區：東區、南區、中區、西區
- 臺中市第七選舉區：太平區、大里區
- 臺中市第八選舉區：豐原區、石岡區、東勢區、新社區、和平區

## 歷史選區範圍

### 第七屆至第九屆

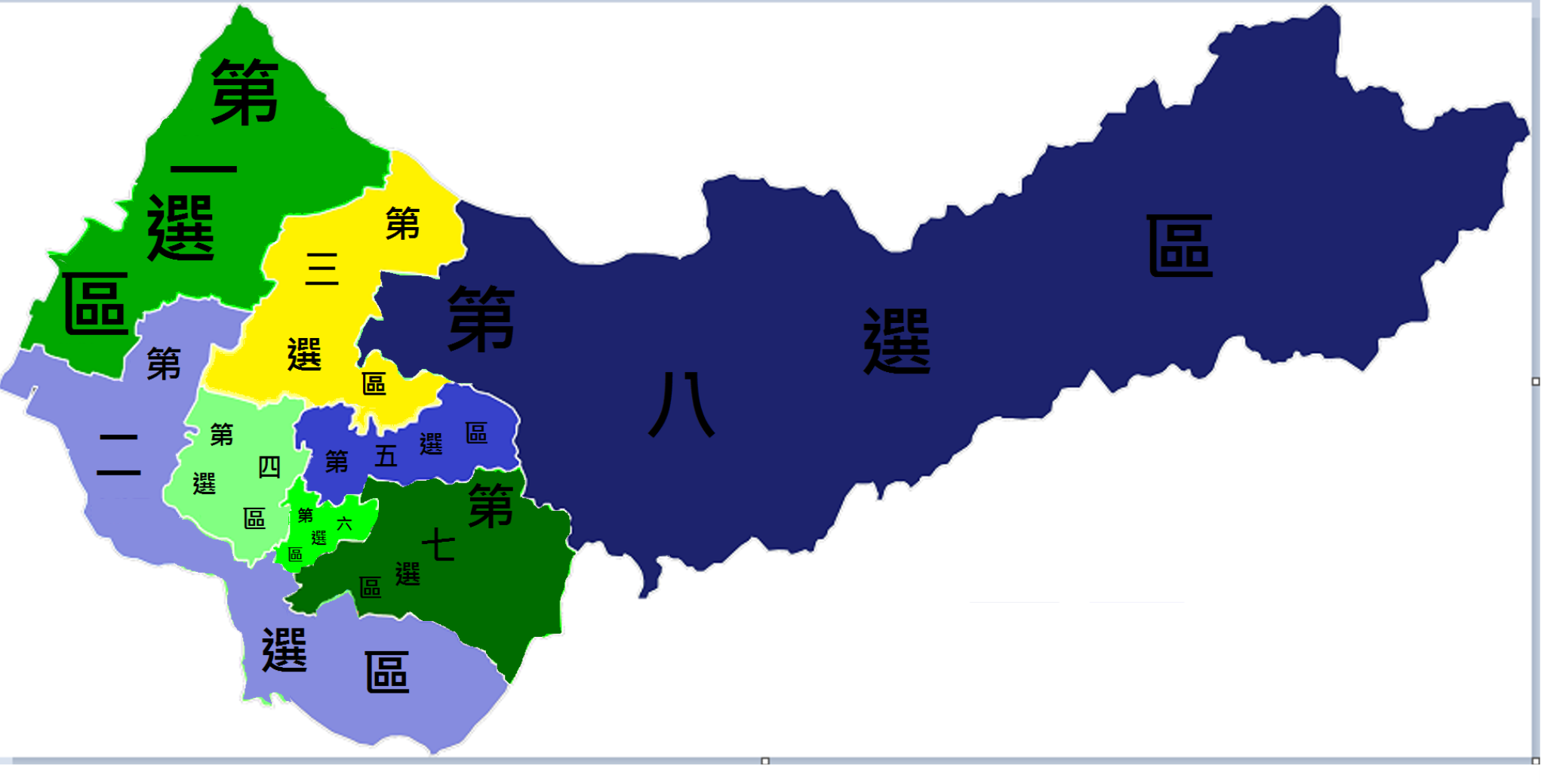
臺中市立委選區分布（2016年版）

- 臺中市第一選舉區[註 1]：大甲區、大安區、外埔區、清水區、梧棲區
- 臺中市第二選舉區[註 2]：沙鹿區、龍井區、大肚區、烏日區、霧峰區、大里區（東湖、西湖）等2里。
- 臺中市第三選舉區[註 3]：后里區、神岡區、大雅區、潭子區
- 臺中市第四選舉區[註 4]：西屯區、南屯區
- 臺中市第五選舉區[註 5]：北屯區、北區
- 臺中市第六選舉區[註 6]：東區、南區、中區、西區
- 臺中市第七選舉區[註 7]：太平區、大里區25里
- 臺中市第八選舉區[註 8]：豐原區、石岡區、東勢區、新社區、和平區

## 歷屆立法委員

### 第一屆第六次增額至第六屆（原臺中縣）
| 第1屆 第六次增額 （1990－1993） | 1989 |          | 劉松藩 · （ 中國國民黨） |                          | 吳耀寬 · （ 中國國民黨）      |                                      | 李子駸 · （ 中國國民黨） |                          | 田再庭 · （ 民主進步黨） |                          |                          |                          |                          |                          |                          |                          |          |                                    |          |          |          |          |          |
| 臺中縣選舉區                    |      |          |                          |                          |                               |                                      |                          |                          |                          |                          |                          |                          |                          |                          |                          |                          |          |                                    |          |          |          |          |          |
| 立法院屆次                      | 選舉 | 當選委員 | 當選委員                 | 當選委員                 | 當選委員                      | 當選委員                             | 當選委員                 | 當選委員                 | 當選委員                 | 當選委員                 | 當選委員                 | 當選委員                 | 當選委員                 | 當選委員                 | 當選委員                 | 當選委員                 | 當選委員 | 當選委員                           | 當選委員 | 當選委員 | 當選委員 | 當選委員 | 當選委員 |
| 第2屆 （1993－1996）            | 1992 |          | 劉松藩 · （ 中國國民黨） |                          | 吳耀寬 （無黨籍）             |                                      | 郭政權 · （ 中國國民黨） |                          | 廖永來 · （ 民主進步黨） |                          | 陳傑儒 · （ 中國國民黨） |                          | 張文儀 · （ 中國國民黨） |                          | 徐中雄 · （ 中國國民黨） |                          |          |                                    |          |          |          |          |          |
| 第3屆 （1996－1999）            | 1995 |          | 林耀興 · （ 中國國民黨） |                          | 馮定國 · （ 新黨 · → 親民黨） |                                      | 郭政權 · （ 中國國民黨） | 林豐喜 · （ 民主進步黨） |                          |                          | 陳傑儒 · （ 中國國民黨） |                          | 張文儀 · （ 中國國民黨） |                          | 徐中雄 · （ 中國國民黨） |                          |          |                                    |          |          |          |          |          |
| 第4屆 （1999－2002）            | 1998 |          | 林耀興 · （ 中國國民黨） | 劉松藩 · （ 中國國民黨） | 馮定國 · （ 新黨 · → 親民黨） |                                      | 邱太三 · （ 民主進步黨） | 林豐喜 · （ 民主進步黨） |                          | 楊文欣 · （ 中國國民黨） |                          | 楊瓊瓔 · （ 中國國民黨） | 張文儀 · （ 中國國民黨） |                          | 徐中雄 · （ 中國國民黨） | 郭榮振 · （ 中國國民黨） |          | 劉銓忠 · （無黨籍 · → 中國國民黨） |          |          |          |          |          |
| 第4屆 （1999－2002）            | 1998 |          | 林耀興 · （ 中國國民黨） | 劉松藩 · （ 中國國民黨） | 馮定國 · （ 新黨 · → 親民黨） |                                      | 邱太三 · （ 民主進步黨） | 林豐喜 · （ 民主進步黨） |                          | 楊文欣 · （ 中國國民黨） |                          | 楊瓊瓔 · （ 中國國民黨） | 張文儀 · （ 中國國民黨） |                          | 徐中雄 · （ 中國國民黨） | 郭榮振 · （ 中國國民黨） |          | 劉銓忠 · （無黨籍 · → 中國國民黨） |          |          |          |          |          |
| 第5屆 （2002－2005）            | 2001 |          | 紀國棟 · （ 中國國民黨） |                          | 馮定國 · （ 新黨 · → 親民黨） | 顏清標 · （無黨籍 · → 無黨團結聯盟） | 邱太三 · （ 民主進步黨） | 林豐喜 · （ 民主進步黨） |                          | 楊文欣 · （ 中國國民黨） | 簡肇棟 · （ 民主進步黨） | 楊瓊瓔 · （ 中國國民黨） |                          | 郭俊銘 · （ 民主進步黨） | 徐中雄 · （ 中國國民黨） |                          |          | 劉銓忠 · （無黨籍 · → 中國國民黨） |          |          |          |          |          |
| 第5屆 （2002－2005）            | 2001 |          | 紀國棟 · （ 中國國民黨） |                          | 馮定國 · （ 新黨 · → 親民黨） | 顏清標 · （無黨籍 · → 無黨團結聯盟） | 邱太三 · （ 民主進步黨） | 林豐喜 · （ 民主進步黨） |                          | 楊文欣 · （ 中國國民黨） | 簡肇棟 · （ 民主進步黨） | 楊瓊瓔 · （ 中國國民黨） |                          | 郭俊銘 · （ 民主進步黨） | 徐中雄 · （ 中國國民黨） |                          |          | 劉銓忠 · （無黨籍 · → 中國國民黨） |          |          |          |          |          |
| 第6屆 （2005－2008）            | 2004 |          | 紀國棟 · （ 中國國民黨） | 蔡其昌 · （ 民主進步黨） | 馮定國 · （ 新黨 · → 親民黨） | 顏清標 · （無黨籍 · → 無黨團結聯盟） |                          | 謝欣霓 · （ 民主進步黨） |                          | 吳富貴 · （ 民主進步黨） |                          | 楊瓊瓔 · （ 中國國民黨） | 江連福 · （ 中國國民黨） | 郭俊銘 · （ 民主進步黨） | 徐中雄 · （ 中國國民黨） |                          |          | 劉銓忠 · （無黨籍 · → 中國國民黨） |          |          |          |          |          |

### 第一屆第六次增額至第六屆（原臺中市）
| 第1屆 第六次增額 （1990－1993） | 1989 |          | 洪昭男 · （ 中國國民黨） |                          | 沈智慧 · （ 中國國民黨）                           |                          | 劉文雄 · （ 民主進步黨） |                          |                            |                          |                          |                                |          |          |          |          |          |
| 臺中市選舉區                    |      |          |                          |                          |                                                    |                          |                          |                          |                            |                          |                          |                                |          |          |          |          |          |
| 立法院屆次                      | 選舉 | 當選委員 | 當選委員                 | 當選委員                 | 當選委員                                           | 當選委員                 | 當選委員                 | 當選委員                 | 當選委員                   | 當選委員                 | 當選委員                 | 當選委員                       | 當選委員 | 當選委員 | 當選委員 | 當選委員 | 當選委員 |
| 第2屆 （1993－1996）            | 1992 |          | 洪昭男 · （ 中國國民黨） |                          | 沈智慧 · （ 中國國民黨 · → 親民黨 · → 中國國民黨） |                          | 洪奇昌 · （ 民主進步黨） |                          | 劉文慶 · （ 民主進步黨）   |                          |                          |                                |          |          |          |          |          |
| 第3屆 （1996－1999）            | 1995 |          | 洪昭男 · （ 中國國民黨） | 蔡明憲 · （ 民主進步黨） | 沈智慧 · （ 中國國民黨 · → 親民黨 · → 中國國民黨） |                          | 謝啟大 · （ 新黨）       |                          |                            |                          |                          |                                |          |          |          |          |          |
| 第4屆 （1999－2002）            | 1998 |          | 黃顯洲 · （ 中國國民黨） | 蔡明憲 · （ 民主進步黨） | 沈智慧 · （ 中國國民黨 · → 親民黨 · → 中國國民黨） |                          | 謝啟大 · （ 新黨）       | 盧秀燕 · （ 中國國民黨） |                            | 王世勛 · （ 民主進步黨） |                          | 黃義交 · （無黨籍 · → 親民黨） |          |          |          |          |          |
| 第4屆 （1999－2002）            | 1998 |          | 黃顯洲 · （ 中國國民黨） | 蔡明憲 · （ 民主進步黨） | 沈智慧 · （ 中國國民黨 · → 親民黨 · → 中國國民黨） |                          | 謝啟大 · （ 新黨）       | 盧秀燕 · （ 中國國民黨） |                            | 王世勛 · （ 民主進步黨） |                          | 黃義交 · （無黨籍 · → 親民黨） |          |          |          |          |          |
| 第5屆 （2002－2005）            | 2001 |          | 洪昭男 · （ 中國國民黨） |                          | 沈智慧 · （ 中國國民黨 · → 親民黨 · → 中國國民黨） | 李明憲 · （ 民主進步黨） |                          | 盧秀燕 · （ 中國國民黨） | 何敏豪 · （ 台灣團結聯盟） |                          | 謝明源 · （ 民主進步黨） | 黃義交 · （無黨籍 · → 親民黨） |          |          |          |          |          |
| 第6屆 （2005－2008）            | 2004 |          | 蔡錦隆 · （ 中國國民黨） |                          | 沈智慧 · （ 中國國民黨 · → 親民黨 · → 中國國民黨） | 李明憲 · （ 民主進步黨） | 王世勛 · （ 民主進步黨） | 盧秀燕 · （ 中國國民黨） | 何敏豪 · （ 台灣團結聯盟） |                          | 謝明源 · （ 民主進步黨） | 黃義交 · （無黨籍 · → 親民黨） |          |          |          |          |          |
| 第6屆 （2005－2008）            | 2004 |          | 蔡錦隆 · （ 中國國民黨） |                          | 沈智慧 · （ 中國國民黨 · → 親民黨 · → 中國國民黨） | 李明憲 · （ 民主進步黨） | 王世勛 · （ 民主進步黨） | 盧秀燕 · （ 中國國民黨） | 何敏豪 · （ 台灣團結聯盟） |                          | 謝明源 · （ 民主進步黨） | 黃義交 · （無黨籍 · → 親民黨） |          |          |          |          |          |

### 第七屆起（單一選區兩票制時期）
| 立法院屆次            | 選舉          | 臺中市第一選舉區 | 臺中市第一選舉區         | 臺中市第二選舉區         | 臺中市第二選舉區                   | 臺中市第三選舉區                    | 臺中市第三選舉區         | 臺中市第四選舉區           | 臺中市第四選舉區         | 臺中市第五選舉區         | 臺中市第五選舉區         | 臺中市第六選舉區         | 臺中市第六選舉區         | 臺中市第七選舉區 | 臺中市第七選舉區         | 臺中市第八選舉區 | 臺中市第八選舉區         |
| --------------------- | ------------- | ---------------- | ------------------------ | ------------------------ | ---------------------------------- | ----------------------------------- | ------------------------ | -------------------------- | ------------------------ | ------------------------ | ------------------------ | ------------------------ | ------------------------ | ---------------- | ------------------------ | ---------------- | ------------------------ |
| 第7屆 （2008－2012）  | 2008          |                  | 劉銓忠 · （ 中國國民黨） |                          | 顏清標 · （ 無黨團結聯盟）         |                                     | 楊瓊瓔 · （ 中國國民黨） |                            | 蔡錦隆 · （ 中國國民黨） |                          | 盧秀燕 · （ 中國國民黨） |                          | 黃義交 · （ 中國國民黨） |                  | 江連福 · （ 中國國民黨） |                  | 徐中雄 · （ 中國國民黨） |
| 第7屆 （2008－2012）  | 2010 （補選） |                  | 劉銓忠 · （ 中國國民黨） | 簡肇棟 · （ 民主進步黨） | 顏清標 · （ 無黨團結聯盟）         |                                     | 楊瓊瓔 · （ 中國國民黨） |                            | 蔡錦隆 · （ 中國國民黨） |                          | 盧秀燕 · （ 中國國民黨） |                          | 黃義交 · （ 中國國民黨） |                  |                          |                  | 徐中雄 · （ 中國國民黨） |
| 第8屆 （2012－2016）  | 2012          |                  | 蔡其昌 · （ 民主進步黨） |                          | 顏清標 · （ 無黨團結聯盟）         | 林佳龍 · （ 民主進步黨）            | 楊瓊瓔 · （ 中國國民黨） |                            | 蔡錦隆 · （ 中國國民黨） | 何欣純 · （ 民主進步黨） | 盧秀燕 · （ 中國國民黨） |                          | 江啟臣 · （ 中國國民黨） |                  |                          |                  |                          |
| 第8屆 （2012－2016）  | 2013 （補選） |                  | 蔡其昌 · （ 民主進步黨） | 顏寬恒 · （ 中國國民黨） |                                    | 林佳龍 · （ 民主進步黨）            | 楊瓊瓔 · （ 中國國民黨） |                            | 蔡錦隆 · （ 中國國民黨） | 何欣純 · （ 民主進步黨） | 盧秀燕 · （ 中國國民黨） |                          | 江啟臣 · （ 中國國民黨） |                  |                          |                  |                          |
| 第8屆 （2012－2016）  | 2015 （補選） |                  | 蔡其昌 · （ 民主進步黨） | 顏寬恒 · （ 中國國民黨） | 黃國書 · （ 民主進步黨 · →無黨籍） |                                     | 楊瓊瓔 · （ 中國國民黨） |                            | 蔡錦隆 · （ 中國國民黨） | 何欣純 · （ 民主進步黨） | 盧秀燕 · （ 中國國民黨） |                          | 江啟臣 · （ 中國國民黨） |                  |                          |                  |                          |
| 第9屆 （2016－2020）  | 2016          |                  | 蔡其昌 · （ 民主進步黨） | 顏寬恒 · （ 中國國民黨） | 黃國書 · （ 民主進步黨 · →無黨籍） | 洪慈庸 · （ 時代力量 · → · 無黨籍） |                          | 張廖萬堅 · （ 民主進步黨） |                          | 何欣純 · （ 民主進步黨） | 盧秀燕 · （ 中國國民黨） |                          | 江啟臣 · （ 中國國民黨） |                  |                          |                  |                          |
| 第9屆 （2016－2020）  | 2019 （補選） |                  | 蔡其昌 · （ 民主進步黨） | 顏寬恒 · （ 中國國民黨） | 黃國書 · （ 民主進步黨 · →無黨籍） | 洪慈庸 · （ 時代力量 · → · 無黨籍） | 沈智慧 · （ 中國國民黨） | 張廖萬堅 · （ 民主進步黨） |                          | 何欣純 · （ 民主進步黨） |                          |                          | 江啟臣 · （ 中國國民黨） |                  |                          |                  |                          |
| 第9屆 （2016－2020）  | 2019 （補選） |                  | 蔡其昌 · （ 民主進步黨） | 顏寬恒 · （ 中國國民黨） | 黃國書 · （ 民主進步黨 · →無黨籍） | 洪慈庸 · （ 時代力量 · → · 無黨籍） | 沈智慧 · （ 中國國民黨） | 張廖萬堅 · （ 民主進步黨） |                          | 何欣純 · （ 民主進步黨） |                          |                          | 江啟臣 · （ 中國國民黨） |                  |                          |                  |                          |
| 第10屆 （2020－2024） | 2020          |                  | 蔡其昌 · （ 民主進步黨） | 陳柏惟 · （ 台灣基進）   | 黃國書 · （ 民主進步黨 · →無黨籍） |                                     | 楊瓊瓔 · （ 中國國民黨） | 張廖萬堅 · （ 民主進步黨） |                          | 何欣純 · （ 民主進步黨） | 莊競程 · （ 民主進步黨） |                          | 江啟臣 · （ 中國國民黨） |                  |                          |                  |                          |
| 第10屆 （2020－2024） | 2022 （補選） |                  | 蔡其昌 · （ 民主進步黨） | 林靜儀 · （ 民主進步黨） | 黃國書 · （ 民主進步黨 · →無黨籍） |                                     | 楊瓊瓔 · （ 中國國民黨） | 張廖萬堅 · （ 民主進步黨） |                          | 何欣純 · （ 民主進步黨） | 莊競程 · （ 民主進步黨） |                          | 江啟臣 · （ 中國國民黨） |                  |                          |                  |                          |
| 第11屆 （2024－2028） | 2024          |                  | 蔡其昌 · （ 民主進步黨） | 顏寬恒 · （ 中國國民黨） |                                    | 廖偉翔 · （ 中國國民黨）            | 楊瓊瓔 · （ 中國國民黨） |                            | 黃健豪 · （ 中國國民黨） | 何欣純 · （ 民主進步黨） |                          | 羅廷瑋 · （ 中國國民黨） | 江啟臣 · （ 中國國民黨） |                  |                          |                  |                          |

## 歷屆選舉結果（原臺中縣）

### 第六屆立法委員選舉
| 2004年臺中縣選舉區立法委員選舉結果 | 2004年臺中縣選舉區立法委員選舉結果 | 2004年臺中縣選舉區立法委員選舉結果 | 2004年臺中縣選舉區立法委員選舉結果 | 2004年臺中縣選舉區立法委員選舉結果 | 2004年臺中縣選舉區立法委員選舉結果 | 2004年臺中縣選舉區立法委員選舉結果 |
| 應選11席                           | 應選11席                           | 應選11席                           | 應選11席                           | 應選11席                           | 應選11席                           | 應選11席                           |
| 號次                               | 候選人                             | 政黨                               | 得票數                             | 得票率                             | 當選標記                           |                                    |
| ---------------------------------- | ---------------------------------- | ---------------------------------- | ---------------------------------- | ---------------------------------- | ---------------------------------- | ---------------------------------- |
| 1                                  | 林振昌                             | 無黨籍                             | 490                                | 0.08%                              |                                    |                                    |
| 2                                  | 王戴春滿                           | 台灣團結聯盟                       | 23,009                             | 3.64%                              |                                    |                                    |
| 3                                  | 謝欣霓                             | 民主進步黨                         | 59,246                             | 9.37%                              |                                    |                                    |
| 4                                  | 莊喬松                             | 無黨籍                             | 433                                | 0.07%                              |                                    |                                    |
| 5                                  | 施重光                             | 無黨籍                             | 367                                | 0.06%                              |                                    |                                    |
| 6                                  | 江連福                             | 中國國民黨                         | 47,534                             | 7.52%                              |                                    |                                    |
| 7                                  | 紀國棟                             | 中國國民黨                         | 43,617                             | 6.90%                              |                                    |                                    |
| 8                                  | 劉瑞龍                             | 民主進步黨                         | 13,421                             | 2.12%                              |                                    |                                    |
| 9                                  | 吳富貴                             | 民主進步黨                         | 49,468                             | 7.82%                              |                                    |                                    |
| 10                                 | 徐中雄                             | 中國國民黨                         | 38,362                             | 6.07%                              |                                    |                                    |
| 11                                 | 林樵鋒                             | 工教聯盟                           | 3,176                              | 0.50%                              |                                    |                                    |
| 12                                 | 馮定國                             | 親民黨                             | 55,419                             | 8.76%                              |                                    |                                    |
| 13                                 | 劉銓忠                             | 中國國民黨                         | 59,663                             | 9.43%                              |                                    |                                    |
| 14                                 | 楊天生                             | 無黨籍                             | 28,910                             | 4.57%                              |                                    |                                    |
| 15                                 | 簡肇棟                             | 民主進步黨                         | 28,300                             | 4.48%                              |                                    |                                    |
| 16                                 | 吳清溪                             | 無黨籍                             | 750                                | 0.12%                              |                                    |                                    |
| 17                                 | 楊瓊瓔                             | 中國國民黨                         | 43,134                             | 6.82%                              |                                    |                                    |
| 18                                 | 黃金推                             | 無黨籍                             | 318                                | 0.05%                              |                                    |                                    |
| 19                                 | 顏清標                             | 無黨團結聯盟                       | 46,111                             | 7.29%                              |                                    |                                    |
| 20                                 | 郭俊銘                             | 民主進步黨                         | 35,450                             | 5.61%                              |                                    |                                    |
| 21                                 | 蔡其昌                             | 民主進步黨                         | 39,804                             | 6.29%                              |                                    |                                    |
| 22                                 | 張錦湖                             | 台灣團結聯盟                       | 15,390                             | 2.43%                              |                                    |                                    |
| 選舉人數                           | 選舉人數                           | 選舉人數                           | 1,068,959                          | 1,068,959                          | 1,068,959                          |                                    |
| 投票數                             | 投票數                             | 投票數                             | 639,321                            | 639,321                            | 639,321                            |                                    |
| 有效票                             | 有效票                             | 有效票                             | 632,372                            | 632,372                            | 632,372                            |                                    |
| 無效票                             | 無效票                             | 無效票                             | 6,949                              | 6,949                              | 6,949                              |                                    |
| 投票率                             | 投票率                             | 投票率                             | 59.81%                             | 59.81%                             | 59.81%                             |                                    |

## 歷屆選舉結果（原臺中市）

### 第六屆立法委員選舉
| 2004年臺中市選舉區立法委員選舉結果 | 2004年臺中市選舉區立法委員選舉結果 | 2004年臺中市選舉區立法委員選舉結果 | 2004年臺中市選舉區立法委員選舉結果 | 2004年臺中市選舉區立法委員選舉結果 | 2004年臺中市選舉區立法委員選舉結果 | 2004年臺中市選舉區立法委員選舉結果 |
| 應選8席                            | 應選8席                            | 應選8席                            | 應選8席                            | 應選8席                            | 應選8席                            | 應選8席                            |
| 號次                               | 候選人                             | 政黨                               | 得票數                             | 得票率                             | 當選標記                           |                                    |
| ---------------------------------- | ---------------------------------- | ---------------------------------- | ---------------------------------- | ---------------------------------- | ---------------------------------- | ---------------------------------- |
| 1                                  | 史惠群                             | 無黨籍                             | 976                                | 0.25%                              |                                    |                                    |
| 2                                  | 張溫鷹                             | 無黨籍                             | 17,764                             | 4.46%                              |                                    |                                    |
| 3                                  | 沈智慧                             | 親民黨                             | 34,726                             | 8.72%                              |                                    |                                    |
| 4                                  | 林忠勝                             | 無黨籍                             | 131                                | 0.03%                              |                                    |                                    |
| 5                                  | 謝明源                             | 民主進步黨                         | 41,483                             | 10.42%                             |                                    |                                    |
| 6                                  | 魏瑞洲                             | 無黨籍                             | 282                                | 0.07%                              |                                    |                                    |
| 7                                  | 盧秀燕                             | 中國國民黨                         | 50,944                             | 12.79%                             |                                    |                                    |
| 8                                  | 蔡錦隆                             | 中國國民黨                         | 67,711                             | 17.01%                             |                                    |                                    |
| 9                                  | 李明憲                             | 民主進步黨                         | 30,865                             | 7.75%                              |                                    |                                    |
| 10                                 | 倪振聽                             | 無黨籍                             | 332                                | 0.08%                              |                                    |                                    |
| 11                                 | 王世勛                             | 民主進步黨                         | 54,912                             | 13.79%                             |                                    |                                    |
| 12                                 | 何敏豪                             | 台灣團結聯盟                       | 34,565                             | 8.68%                              |                                    |                                    |
| 13                                 | 林佩樂                             | 無黨團結聯盟                       | 7,344                              | 1.84%                              |                                    |                                    |
| 14                                 | 劉士洲                             | 無黨籍                             | 687                                | 0.17%                              |                                    |                                    |
| 15                                 | 何文海                             | 無黨籍                             | 6,464                              | 1.62%                              |                                    |                                    |
| 16                                 | 蘇雲華                             | 無黨籍                             | 570                                | 0.14%                              |                                    |                                    |
| 17                                 | 黃義交                             | 親民黨                             | 38,568                             | 9.69%                              |                                    |                                    |
| 18                                 | 陳淑琬                             | 中國國民黨 · （ 新黨提名）         | 9,842                              | 2.47%                              |                                    |                                    |
| 選舉人數                           | 選舉人數                           | 選舉人數                           | 712,274                            | 712,274                            | 712,274                            |                                    |
| 投票數                             | 投票數                             | 投票數                             | 400,957                            | 400,957                            | 400,957                            |                                    |
| 有效票                             | 有效票                             | 有效票                             | 398,166                            | 398,166                            | 398,166                            |                                    |
| 無效票                             | 無效票                             | 無效票                             | 2,791                              | 2,791                              | 2,791                              |                                    |
| 投票率                             | 投票率                             | 投票率                             | 56.29%                             | 56.29%                             | 56.29%                             |                                    |